# Referéndum constitucional de Siria de 1953
El referéndum constitucional de Siria de 1953 (árabe: استفتاء على دستور السوري) fue realizado en ese país el 10 de julio de 1953. Los cambios a la constitución fueron aprobados con el 99,9% de los votos, por la participación del 86,8%.

## Resultados
| Opción               | Votos   | %     |
| -------------------- | ------- | ----- |
| Voto «A favor»       | 861.152 | 99,7% |
| Voto «En contra»     | 2.713   | 0,3%  |
| Total votos emitidos | 864.425 | 100%  |